# Virgilio Díaz Grullón
Virgilio Díaz Grullón (Santiago de los Caballeros, 1 de mayo de 1924 - Santo Domingo, 18 de julio de 2001) fue un escritor, poeta y abogado
.

## Biografía
Hijo del poeta Virgilio Díaz Ordóñez, (más conocido Ligio Vizardi), y de Ana Virginia Grullón, cursó sus primeros estudios en Santiago de los Caballeros. En 1946 obtuvo el título de Doctor en Derecho en la Universidad Autónoma de Santo Domingo, luego de lo cual desempeñó cargos en la administración pública, la banca privada y en organismos financieros internacionales.
Sus obras narrativas abarcan desde la narración de escenarios urbanos y de clase media hasta la temática psicológica, pasando por el cuento fantástico clásico y la crítica social. En su novela Los algarrobos también sueñan realizó una fuerte crítica a Trujillo, y reivindicó los fracasados intentos de oposición armada e ideológica a su dictadura.
Este es considerado como uno de los mejores exponentes de la literatura dominicana en el género de cuentos. Juan Bosch dijo que a pesar de la juventud de Díaz Grullón al momento de escribir sus primeros cuentos, el escritor ya «Tenía la madurez de un cuentista avezado en el tratamiento del género». En particular, calificó a La enemiga como «...el cuento perfecto...» donde «...Grullón muestra la asombrosa facultad de describir complejidades psicológicas con una cantidad sorprendentemente escasa de palabras».
En 1958 obtuvo el Premio Nacional de Cuento con Un día cualquiera y fue finalista del Concurso de Autores Hispanoamericanos del Instituto de Cultura Hispánica de Madrid por el cuento Edipo. En 1977 obtuvo el Premio Anual de Novela Manuel de Jesús Galván por Los algarrobos también sueñan. En 1997 recibió el Premio Nacional de Literatura de la República Dominicana.
Colaboró con diversos periódicos y revistas nacionales y extranjeras. Varios de sus cuentos han sido traducidos al inglés, francés y portugués, apareciendo en numerosas antologías. Fue miembro de la Academia Dominicana de la Lengua. Falleció en Santo Domingo, República Dominicana el 18 de julio de 2001.

## Obras

### Cuentos
- Un día cualquiera (Ciudad Trujillo Santo Domingo, Editorial Librería Dominicana, 1958)

- La enemiga (Santo Domingo)

- Crónicas de Alto cerro (Santo Domingo, Editora El Caribe, 1966)
- Más allá del espejo (Santo Domingo, Universidad Autónoma de Santo Domingo, 1975)
- De niños, hombres y fantasmas (Santo Domingo, Colección Montesinos, 1981)
- El pequeño culpable

```
   El círculo(fecha desconocida)
```

### Novela
Los algarrobos también sueñan (Santo Domingo, Editora Taller, 1977)

### Ensayo
Antinostalgia de una era (Santo Domingo, Fundación Cultural Dominicana, 1989)